# Tetrastichus nigriscapus
Tetrastichus nigriscapus är en stekelart som först beskrevs av Howard 1897.  Tetrastichus nigriscapus ingår i släktet Tetrastichus och familjen finglanssteklar. Inga underarter finns listade i Catalogue of Life.